# Хименес, Хуан Валентин
Хуа́н Валенти́н Химе́нес (исп. Juan Valentin Giménez; родился 27 апреля 2006) — аргентинский футболист, центральный защитник клуба «Росарио Сентраль».

## Клубная карьера
Воспитанник футбольной академии клуба клуба «Росарио Сентраль», за которую выступал с 2014 года. 7 апреля 2024 года дебютировал в основном составе «Росарио Сентраль» в матче Кубка Профессиональной лиги Аргентины против клуба «Ривер Плейт». 10 мая 2024 года дебютировал в аргентинской Примере, выйдя в стартовом составе в матче первого тура чемпионата против клуба «Архентинос Хуниорс».

## Карьера в сборной
В 2022 году дебютировал в составе сборной Аргентины до 17 лет. Весной 2023 года сыграл на чемпионате Южной Америки среди игроков до 17 лет. В ноябре 2023 года сыграл на юношеском чемпионате мира в Индонезии.